# Kirsana
Kirsana (tiếng Ả Rập: كرسانا) là một thị trấn ở phía tây bắc Syria, được nhà thám hiểm người Đức phát hiện vào năm 1885. Kirsana là một phần hành chính của Tỉnh Latakia, nằm ở phía bắc Latakia. Các địa phương gần đó bao gồm Al-Shamiyah và Burj Islam ở phía bắc, Burj al-Qasab ở phía tây nam và Sitmarkho ở phía nam. Theo Cục Thống kê Trung ương Syria, Kirsana có dân số 5.499 người trong cuộc điều tra dân số năm 2004. Cư dân của nó chủ yếu là Alawites.